# Зыков, Игорь Иванович
И́горь Ива́нович Зы́ков (4 декабря 1945, Киров — не ранее 1992, Киров) — советский футболист.
Бо́льшую часть карьеры провёл в третьей по силе лиге первенства СССР (1964—1967, 1970—1979) в командах «Динамо» Киров (1964—1967, 1974—1979), «Волга» Ульяновск (1970—1972), «Химик» Дзержинск (1973). В 1968—1969 играл во второй группе класса «А» за «Волгу» Горький.